# Terremoto de las Islas Salomón de 2007
El terremoto de las islas Salomón de 2007 ocurrió el 2 de abril de 2007 cerca de la isla de Ghizo, en las islas Salomón. Su magnitud fue calculada por la United States Geological Survey (USGS) de 8.1 grados en la escala de Richter.
Según la USGS, el terremoto fue registrado alrededor de las 7:39 a. m. hora local (UTC+11). El hipocentro fue localizado a 10 km de profundidad y a 40 km al SSE de la ciudad de Gizo en las islas Nueva Georgia, en la provincia Occidental. Desde el primer terremoto han ocurrido múltiples réplicas, llegando hasta los 6,2 en la escala de momento-magnitud.
El lunes 2 de abril de 2007, como consecuencia del terremoto, en cuestión de minutos, imponentes muros de agua que, según algunas fuentes, alcanzaron hasta 10 metros de altura se precipitaron contra las islas de la Provincia Occidental, matando a 112 personas y dejando a otras 6.000 sin hogar.El tsunami llegó a Papúa Nueva Guinea, con una familia de cinco personas presuntamente desaparecidas de una remota isla en provincia de Milne Bay, que estaba en el camino del tsunami. Gizo, población costera de unos 7000 habitantes, fue la población más afectada. Trece aldeas de la isla de Gizo fueron completamente arrasadas por un muro de agua (tsunami) de 5 metros de altura.
La fuerza del terremoto elevó más de 2 metros la isla de Ganongga.